# El Petiso Orejudo
Cayetano Santos Godino (Buenos Aires; 31 de octubre de 1896 - penal de Ushuaia; 15 de noviembre de 1944), más conocido por su apodo «El Petiso Orejudo», fue un joven asesino argentino y uno de los mayores sociópatas de la historia argentina, ya que a principios del siglo XX fue responsable de la muerte de cuatro niños, siete intentos de homicidio y el incendio de siete edificios.

## Biografía

### Infancia
Los Godino llegaron a Buenos Aires desde Italia. Fiore y Lucía eligieron desembarcar en 1888 con todas sus esperanzas depositadas en la nueva tierra. La pareja era originaria del pueblo de San Demetrio Corone, en la provincia calabresa de Cosenza.
Fiore fue responsable de la formación de quien se convertiría en el primer asesino en serie de la historia policial argentina. Alcohólico y golpeador, había contraído sífilis tiempo antes del nacimiento de Cayetano. El niño vino al mundo con graves problemas de salud. De hecho, durante sus primeros años de vida estuvo varias veces al borde de la muerte a causa de una enteritis. Durante toda su niñez Cayetano fue víctima de fuertes golpes y maltratos realizados por su padre.
Cayetano no fue el único hijo de aquella pareja que sufriría graves enfermedades. Su hermano Antonio era epiléptico y, además, siguiendo el ejemplo de su padre, se convirtió en un bebedor irrecuperable. Más tarde este se sumaría a Fiore en los castigos aplicados sobre su hermano menor.
La niñez de Cayetano Godino transcurrió en la calle, vagando. A partir de los cinco años concurrió a varias escuelas, de donde siempre fue expulsado por su falta de interés en los estudios y su comportamiento rebelde. El escenario de sus correrías y carrera criminal serían los terrenos baldíos y conventillos de los barrios de Almagro y Parque Patricios, por entonces todavía al borde de la pampa. Era una zona de quintas de descanso. Pero también era un arrabal poblado por paisanos y extranjeros.

#### Primeros casos
- Miguel Depaola: el 28 de septiembre de 1904, cuando Godino contaba con apenas 7 años se lleva a fuerza de engaños a Miguel Depaola, de casi dos años, hasta un baldío y allí lo golpea para luego arrojarlo sobre un montón de espinas. Un policía que pasaba se percata de lo sucedido y lleva a ambos niños a la comisaría, de donde serían recogidos más tarde por sus respectivas madres.[4]

- Ana Neri: al año siguiente, Godino agrede a una infante vecina de apenas 18 meses. La conduce hasta un terreno baldío en donde la golpea repetidamente en la cabeza con una piedra. Nuevamente es descubierto por un policía quien pone fin al ataque y lo detiene pero ―dada su corta edad―, es dejado en libertad esa misma noche.[4]

- María Rosa Face (tres años de edad): 29 de marzo de 1906. El que sería el primer asesinato de Godino pasó desapercibido y solamente sería descubierto años después cuando él mismo lo confesó ante la policía. Según contó, en 1906 tomó a una niña de aproximadamente tres años y la llevó hasta un terreno baldío sobre la calle Río de Janeiro, donde intentó estrangularla. Después la enterró viva en una zanja, que cubrió con latas. Las autoridades, al conocer este crimen, se trasladaron hasta el lugar pero encontraron que se había edificado una casa de dos pisos. Sin embargo, en la comisaría 10.ª quedó registrada una denuncia por desaparición con fecha 29 de marzo de 1906, de una niña de tres años de nombre María Rosa Face. La niña desaparecida nunca fue encontrada.

El 5 de abril de 1906, apenas algunos días después de cometer su primer asesinato, Godino fue denunciado por su padre al descubrir que había martirizado a algunas aves domésticas. Fiore encuentra dentro de un zapato de su hijo un pájaro muerto y, debajo de su cama, una caja en donde guarda los cadáveres de otras aves. A continuación se reproduce el acta que en aquella ocasión fue levantada.

En la Ciudad de Buenos Aires, a los 5 días del mes de abril del año 1906, compareció una persona ante el infrascripto Comisario de Investigaciones, el que previo juramento que en legal forma prestó, al solo efecto de justificar su identidad personal, dijo llamarse Fiore Godino, ser italiano, de 42 años de edad, con 18 de residencia en el país, casado, farolero y domiciliado en la calle 24 de Noviembre 623. Enseguida expresó: que tenía un hijo llamado Cayetano, argentino, de 9 años y 5 meses, el cual es absolutamente rebelde a la represión paternal, resultando que molesta a todos los vecinos, arrojándoles cascotes o injuriándolos; que deseando corregirlo en alguna forma, recurre a esta Policía para que lo recluya donde crea oportuno y para el tiempo que quiera. Con lo que terminó el acto y previa íntegra lectura, se ratificó y firmó. Fdos: Francisco Laguarda, comisario. Fiore Godino. Se resolvió detener al menor Cayetano Godino y se remitió comunicado a la Alcaidía Segunda División, a disposición del señor jefe de policía.

Cayetano Godino estuvo recluido poco más de dos meses y después regresó a las calles. Como ya no asistía a la escuela vuelve a dedicarse a la vagancia.

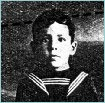
Severino González Caló, a quien intentó asesinar.

- Severino González Caló: el 9 de septiembre de 1908 conduce a Severino González, de 2 años, a una bodega ubicada frente al Colegio del Sagrado Corazón. Ahí lo sumerge en una pileta para caballos cubriéndola después con una tabla para ahogar al pequeño. El propietario del lugar, Zacarías Caviglia, descubre la tentativa pero Godino se defiende diciendo que el niño había sido llevado hasta allí por una mujer vestida de negro, de la cual suministra señas particulares. Es conducido a la comisaría, de donde es recogido al día siguiente.
- Julio Botte: seis días más tarde, el 15 de septiembre, en Colombres 632, quema con un cigarrillo los párpados de Julio Botte, de 22 meses de edad. Es descubierto por la madre de la víctima, pero alcanza a huir.

El 6 de diciembre, Fiore y Lucía Godino, cansados de los continuos problemas causados por Cayetano ―que entonces tenía 12 años― vuelven a entregarlo a la policía. Esta vez es enviado a la Colonia de Menores Marcos Paz en donde permanece durante tres años. Mientras permanece encerrado acude a clases en donde aprende a leer y escribir un poco. La estancia de Godino en el reformatorio, lejos de regenerarlo, lo endurece. El 23 de diciembre de 1911 regresa a las calles; ahora es un criminal frío y terriblemente potenciado. Su liberación se da, al parecer, a petición de sus padres con quienes regresa a vivir. En un fútil intento por redimirlo de su secuela criminal se habían ocupado de conseguirle trabajo en una fábrica, pero por desgracia solamente es capaz de mantener el puesto durante tres meses.
Nuevamente comienza a vagar por las calles, pero esta vez no se circunscribe a los barrios conocidos, sus vagabundeos lo llevan a frecuentar lugares y personas del más bajo nivel moral de la pujante ciudad de Buenos Aires. Asimismo, comienza a sufrir fuertes dolores de cabeza que se traducían en ganas de matar, sobre todo después de tomar alcohol.

### 1912

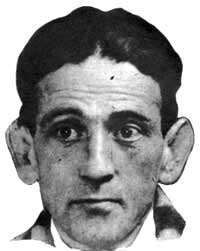
Cayetano Godino en la época de su estancia en el penal de Ushuaia.

El 17 de enero de 1912 Cayetano, quien ya es conocido en las calles con el sobrenombre de Petiso Orejudo, se introduce en una bodega de la calle Corrientes y da rienda a otra de sus grandes pasiones; el fuego. El incendio que provoca tarda cuatro horas en ser sofocado por los bomberos. Después de su arresto declararía:

Me gusta ver trabajar a los bomberos… Es lindo ver cómo caen en el fuego.

- Arturo Laurora: el 26 de enero de 1912 el cadáver de Arturo Laurora de 13 años es encontrado en una casa puesta en alquiler en la calle Pavón. El cuerpo es descubierto, golpeado y semidesnudo, con un trozo de cordel atado alrededor del cuello. Su desaparición había sido reportada apenas el día anterior. Posteriormente Godino confesaría la autoría de este crimen.[5]
- Reyna Bonita Vaínicoff: El 7 de marzo de 1912 Godino prendió fuego a las ropas de una niña de cinco años. La pequeña falleció tras 16 días de agonía en el Hospital de Niños.
- En los meses siguientes de 1912, Godino causa dos incendios más que son controlados fácilmente por los bomberos sin que se produzcan víctimas.
- El 24 de septiembre de 1912, mientras trabaja en una bodega propiedad de Paulino Gómez, Godino mata de tres puñaladas a una yegua. No fue detenido por falta de pruebas.
- Apenas unos días después prende fuego a la estación Vail, ubicada en las actuales calles Carlos Calvo y Oruro, propiedad de la compañía de tranvías Anglo-Argentina. El incendio fue controlado por los bomberos.
- Roberto Russo: el 8 de noviembre de 1912, Godino convence con engaños a Roberto Russo, de dos años, para que lo acompañe a un almacén en donde presuntamente le compraría unos caramelos. Lo lleva hasta un alfalfar a pocas cuadras en donde le ata los pies y procede a ahorcarlo con un trozo de la cuerda que usa para atarse los pantalones. Son descubiertos por un peón del alfalfar, quien los entrega a las autoridades. Cayetano Godino declaró que había encontrado atado al niño y lo estaba rescatando cuando fueron descubiertos. Es liberado por falta de mérito.
- Carmen Ghittone: el 16 de noviembre de 1912, en un baldío situado en las calles Deán Funes y Chiclana, intenta golpear a Carmen Ghittone, de tres años. Un vigilante hace acto de presencia y Godino consigue escapar.
- Catalina Naulener: días después, el 20 de noviembre, se lleva de la esquina de Muñiz y San Juan a la niña Catalina Naulener, de cinco años. Busca un baldío por la calle Directorio, pero antes de encontrarlo la menor se resiste a seguir. Godino se descontrola y la golpea. El dueño de la casa ubicada en San Juan 78 interviene y Godino logra huir de nuevo.

- Gesualdo Giordano:[4]El último crimen de Godino es probablemente el mejor documentado de su carrera. El 3 de diciembre de 1912, su víctima ―de apenas tres años― salió como todas las mañanas después de desayunar con sus padres de su casa ubicada en la calle Progreso 2185 para reunirse con sus compañeros a jugar.                                     Esa misma mañana ―a pesar de los acostumbrados gritos de su padre―, Cayetano Godino sale de su casa ubicada en Urquiza 1970. Después de vagabundear un rato por las calles, Godino encuentra en la calle Progreso al grupo de chicos jugando. Se les suma sin despertar ninguna sospecha porque gracias a su aspecto amigable siempre le ha permitido ganar la confianza de sus víctimas. Poco después consigue convencer a Gesualdo para que lo acompañe a comprar unos caramelos. Un rato antes y sin éxito, invitó a Marta Pelossi, de 2 años de edad, pero la menor, asustada, se refugió en su domicilio. Así pues, víctima y homicida se encaminan sin apuro hacia el almacén ubicado en Progreso 2599 en donde compran dos centavos de caramelos de chocolate. Enseguida el más chico los reclama, pero Godino, imperturbable, resuelve dosificarlos: le permite algunos, y le promete los demás si acepta acompañarlo hasta cierto lugar alejado, la Quinta Moreno (donde actualmente se levanta el Instituto Bernasconi).

Una vez en la entrada, el chico llora y se resiste a entrar. Pero el asesino lleva hecho demasiado, ni siquiera vacila: lo agarra con violencia de los brazos, lo introduce en la quinta y lo arrincona cerca de un horno de ladrillos. Lo derriba con fuerza y lo aquieta poniéndole la rodilla derecha sobre el pecho. Godino conoce el mecanismo y se quita el piolín que lleva por cinturón (son lazos de algodón que se utilizan en albañilería para sostener las plomadas), y empieza a enrollarlo en el cuello de Gesualdo, dándole 13 vueltas y procede a estrangularlo. Pero el menor intenta levantarse, así que Godino procede a atarle de pies y manos, cortando la cuerda con un cerillo encendido. De nuevo procede a asfixiarlo con el cordel pero el chiquillo se resiste a morir. 
Buscando otra manera de matarlo, Godino se da a la tarea de encontrar alguna herramienta adecuada. Su búsqueda lo lleva al exterior del local en donde se topa con el padre de Gesualdo, quien le pregunta por el paradero del niño, a lo que Godino le responde no haberlo visto y le sugiere dirigirse a la comisaría más próxima a levantar una denuncia. Mientras tanto el Orejudo encuentra un viejo clavo de 10 cm, regresa con él junto a su víctima, y usando una piedra como martillo lo hunde en la sien del niño moribundo. Después de cubrirlo con una vieja lámina de zinc, huye de la escena del crimen. 
Esa noche, durante el velatorio de su víctima, Godino hace acto de presencia. Después de observar durante algún tiempo el cadáver de Gesualdo, huye llorando del lugar. Según declaró posteriormente, deseaba ver si el cadáver aún tenía el clavo en la cabeza. Para su desgracia dos policías, el subcomisario Peire y el principal Ricardo Bassetti, ya habían ligado cabos con casos anteriores. Esa misma madrugada del 4 de diciembre de 1912 allanaron el hogar de los Godino y arrestaron a Cayetano. En sus bolsillos encontraron un artículo de periódico aún fresco que relataba los pormenores del asesinato y en sus pantalones restos del piolín con que había ahorcado a Gesualdo.

## Condena
Tras ser detenido confesó cuatro homicidios y numerosas tentativas de asesinatos. En noviembre de 1914 el juez en lo penal de sentencia Dr. Ramos Mejía absolvió a Godino considerándolo penalmente irresponsable y ordenó remitir las actuaciones al Juzgado en lo civil para formalizar su internación por tiempo indefinido y se lo recluyó en el Hospicio de las Mercedes, en el pabellón de alienados delincuentes. Allí atacó a dos pacientes: uno inválido en una cama y el otro en silla de ruedas. Después intentó huir. A raíz de la apelación de la sentencia la Cámara de Apelaciones en lo Criminal resolvió por unanimidad que Santos Godino fuera confinado (mientras no hubiera asilos adecuados) en una penitenciaría por tiempo indeterminado, por lo que lo trasladaron a la Penitenciaría Nacional de la calle Las Heras.Y así fue arrestado el joven asesino.

### Penal de Ushuaia

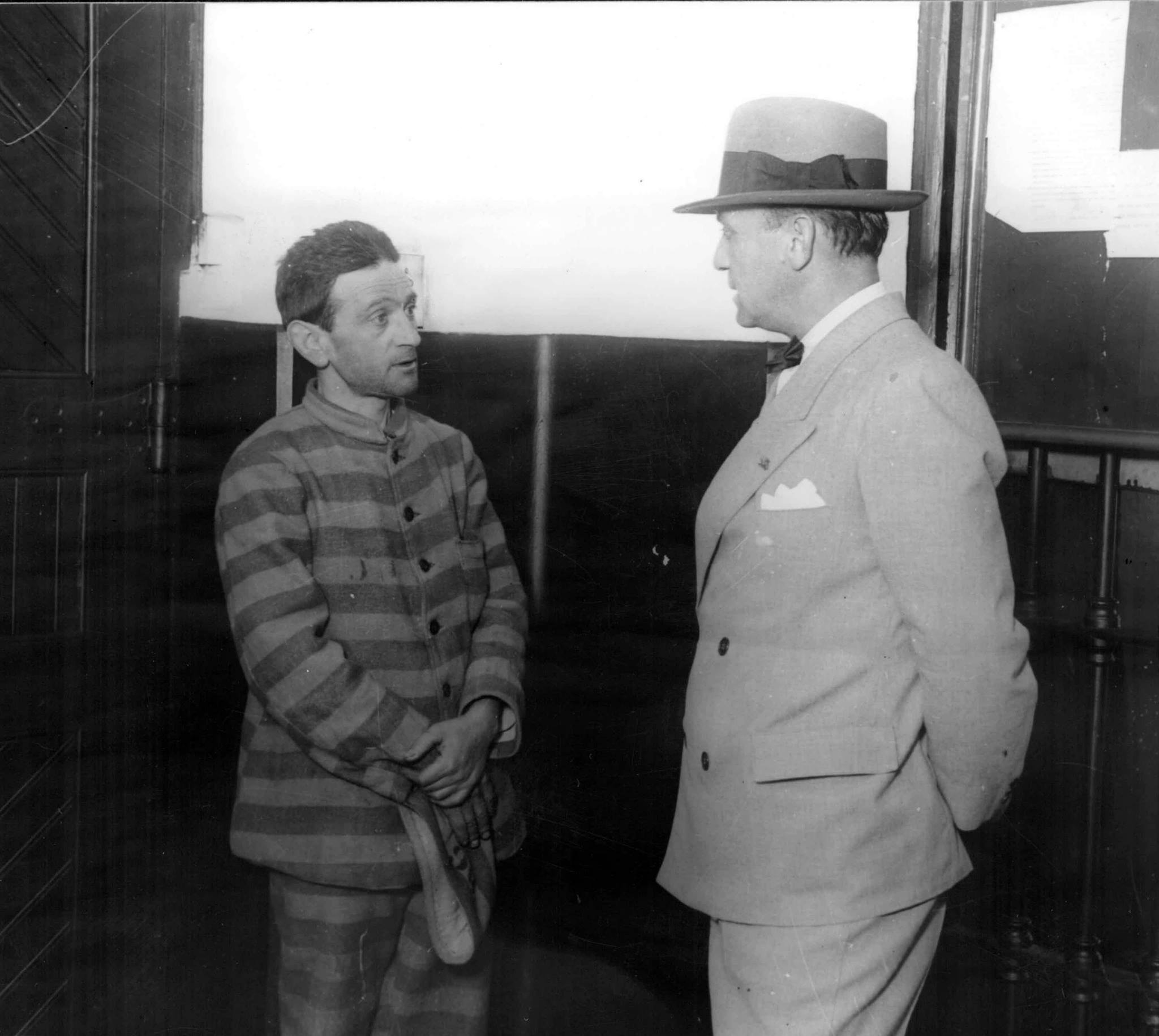
Santos Godino en el penal de Ushuaia.

Diez años después, en 1923, se le trasladó al Penal de Ushuaia, Tierra del Fuego, conocida como la Cárcel del Fin del Mundo. En 1927 los médicos del penal ―basándose en los estudios sin ningún fundamento científico de Lombroso― creían que en las orejas radicaba su maldad, por lo que le practicaron una cirugía estética para achicárselas.[cita requerida]
Este radical tratamiento no tuvo resultados.
En 1936, Godino pidió la libertad y se la negaron: los dictámenes médicos elaborados por los doctores Negri y Lucero y los doctores Esteves y Cabred concluyeron que «es un imbécil o un degenerado hereditario, perverso instintivo, extremadamente peligroso para quienes lo rodean».
De su vida de recluso se sabe poco. Apenas alguna anécdota como la siguiente: en 1933 consiguió detonar la furia de los presos porque mató al gato mascota del penal arrojándolo junto con los leños al fuego; le pegaron tanto que tardó más de veinte días en salir del hospital.

## Fallecimiento
Sobrellevó los largos días de la cárcel, sin amigos, sin visitas y sin cartas, y murió sin confesar remordimientos. Las circunstancias de su muerte, ocurrida en Ushuaia el 15 de noviembre de 1944 siguen siendo nebulosas. Se presume que murió a causa de una hemorragia interna causada por un proceso ulceroso gastroduodenal, pero se sabe que había sido maltratado y, con frecuencia, violentado sexualmente. Según otros, los policías del penal habrían comentado que Godino murió a manos de los reclusos, quienes lo golpearon hasta matarlo, luego de que este matara al gato que los presos tenían de mascota.
El penal de Ushuaia fue finalmente clausurado en 1947. Cuando el cementerio fue eliminado, los huesos de este asesino serial habían sido saqueados.

## Informes médicos

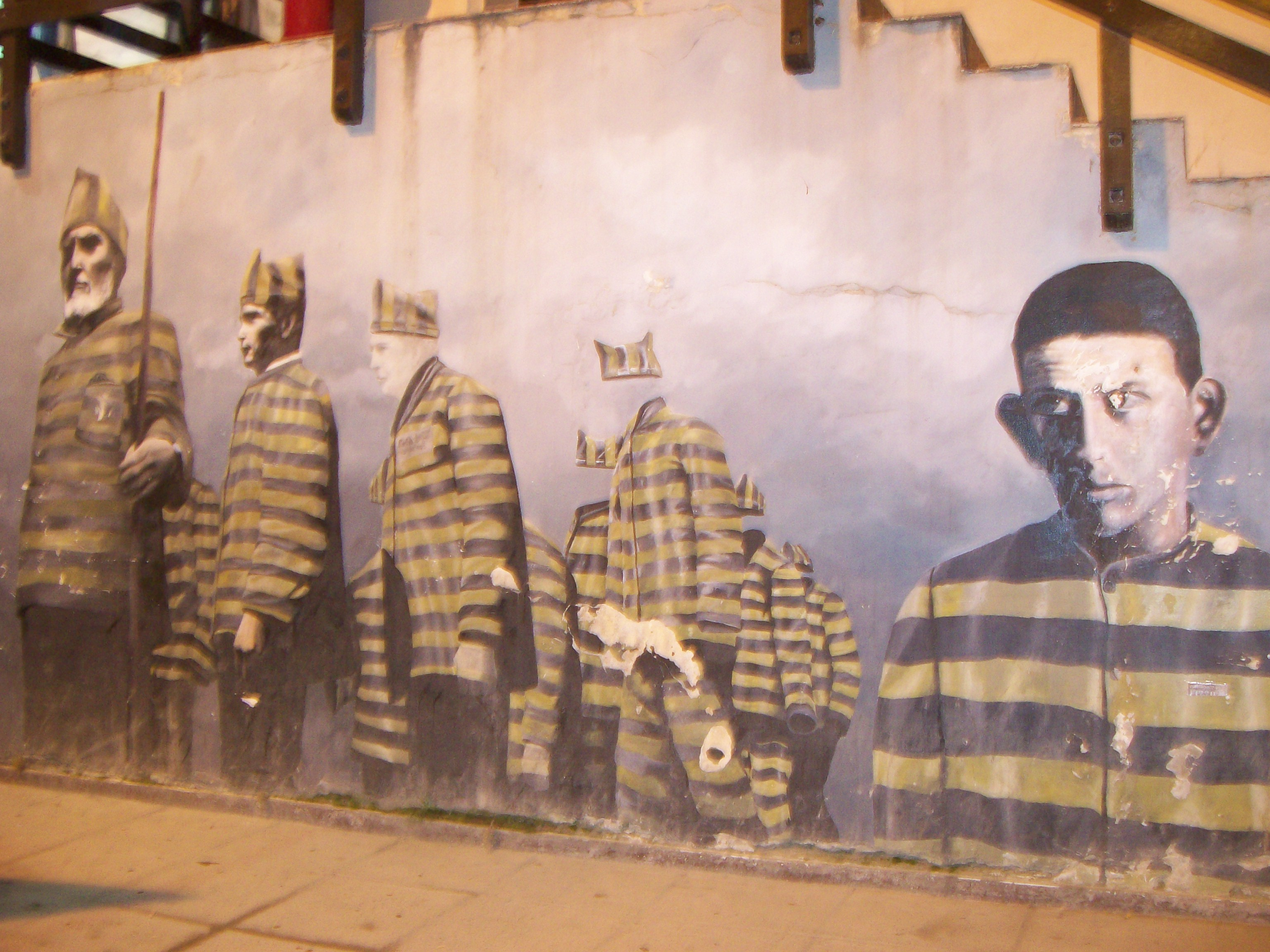
Mural con el retrato de Cayetano Santos Godino en Ushuaia (Argentina).

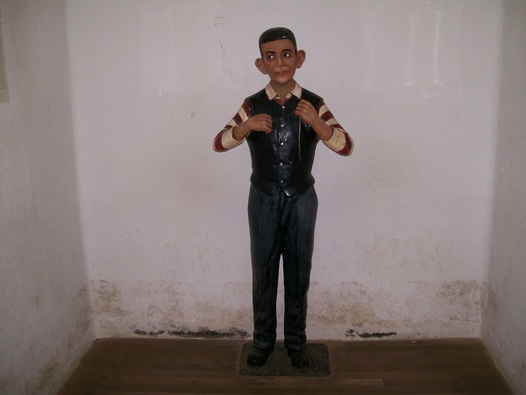
Reproducción a tamaño natural del Petiso Orejudo en su celda.

Los siguientes son resúmenes de los informes médicos, que constan en el Archivo General de los Tribunales (en Buenos Aires), Sección Penal, legajo n.º 2255 Criminal, 2.º cuerpo, folios 213-260.

### Informe Negri-Lucero (31 de enero de 1913)
- El procesado Godino es un alienado mental o insano o demente, en las acepciones legales.
- Es un degenerado hereditario, imbécil que sufre la locura moral, por definición, muy peligrosa.
- Es irresponsable

### Informe de Víctor Mercante (24 de febrero de 1913)
- Cayetano Santos Godino no sabe leer, escribe tan solo su firma y conoce los números hasta 100. Posee una suma de conocimientos generales muy mala, obtenidos por educación refleja.
- Es un tipo absolutamente inadaptable a la escuela común; solo con educación individual hubiera podido alcanzar algún éxito.
- Se ha desenvuelto en un medio desfavorable a la formación de una conducta correcta.
- Priman en él los instintos primarios de la vida animal con una actividad poco común, mientras que los sociales están poco menos que atrofiados. Es un tipo agresivo, sin sentimientos e inhibición, lo que explica su inadaptabilidad a la disciplina didáctica.
- Ofrece del punto de vista físico, diversos estigmas degenerativos, los más característicos del tipo criminal.
- Sus sentidos y la capacidad para conocer, no ofrecen anomalías, se presentan normales; asimismo normales sus capacidades psíquicas, si bien inestable la atención por falta de dirección afectiva.
- En cambio, ofrece como estigma fundamental de su vida moral, la idiotez afectiva; los sentimientos sociales, directrices de la acción, son poco menos que nulos.
- De suerte que sus estados de conciencia contienen normalmente, todos los elementos menos uno, fundamental que la desequilibra, el afectivo, que es algo así como el timón de la conducta.

### Informe Ernesto Nelson (1 de abril de 1913)
Godino es un caso de degeneración agravada por el abandono social de que él ha sido víctima, y que por lo tanto no puede hacérsele responsable de sus crímenes, aun cuando su libertad sería peligrosa.

### Informe Esteves - Cabred (29 de mayo de 1913)
- Que Cayetano Santos Godino se halla atacado de alienación mental.
- Que su alienación mental reviste la forma de imbecilidad.
- Que esta imbecilidad es incurable.
- Que Godino es totalmente irresponsable de sus actos.
- Que presenta numerosas anomalías físicas y psíquicas.
- Que carece de condiciones para el trabajo disciplinado.
- Que tiene noción de la responsabilidad de sus actos, lo cual se observa en muchos alienados.
- Que es un impulsivo consciente y extremadamente peligroso para los que lo rodean.
- Que debe permanecer, indefinidamente, aislado en el manicomio en que se encuentra.

## Filmografía
- 2007: El niño de barro, dirigida por Jorge Algora (Madrid, 1963); el Petiso Orejudo es representado por el actor Abel Ayala (1988).